# Il signor Bruschino
Il signor Bruschino, ossia Il figlio per azzardo (Mijnheer Bruschino, of De Gokkende Zoon) is een Italiaanse opera buffa in één akte van de Italiaanse componist Gioacchino Rossini die op 27 januari 1813 in het Teatro San Moisè in Venetië in première ging. Het libretto is van Giuseppe Maria Foppa.

## Rolverdeling
| Rol                         | Stemtype       | Rolbezetting première, 27 januari 1813 |
| --------------------------- | -------------- | -------------------------------------- |
| Sofia                       | sopraan        | Teodolinda Pontiggia                   |
| Gaudenzio, Sofia's voogd    | bas buffo      | Nicola De Grecis                       |
| Bruschino, senior           | bariton        | Luigi Raffanelli                       |
| Bruschino, junior           | tenor          | Gaetano Dal Monte                      |
| Florville, Sofia's geliefde | lyrische tenor | Tommaso Berti                          |
| Politiecommissaris          | bariton        | Gaetano Dal Monte                      |
| Filiberto, waard            | bas            | Nicola Tacci                           |
| Marianna, kamenier          | mezzosopraan   | Carolina Nagher                        |
| Bedienden                   | stil           |                                        |

## Synopsis
Italië, omstreeks 1810...
Het verhaal speelt zich af in en rond de woning van Gaudenzio. Florville, een jongeman, verneemt van Gaudenzio's kamenier Marianna, dat zijn brief die hij aan Gaudenzio had verstuurd, te laat is gekomen. Florville is de zoon van een vroegere vijand van Gaudenzio, maar nu zijn vader is overleden heeft hij Gaudenzio geschreven en hem om de hand van Sofia - hij is haar voogd - gevraagd. Sofia is echter reeds met Bruschino Junior verloofd. Sofia, die even later ten tonele verschijnt, zegt hem dat zij noch haar voogd deze Bruschino Junior ooit hebben gezien. Dit brengt Florville op een idee.
Op het trottoir voor Gaudenzio's huis ontmoet Florville de waard Filiberto en raakt met hem in gesprek. De waard blijkt een brief bij zich te hebben voor Gaudenzio van Bruschino Junior. Deze verblijft in zijn herberg en heeft schulden gemaakt. Florville zegt tegen Filiberto een neef te zijn van Gaudenzio en zegt de brief aan hem te overhandigen, tevens betaalt hij de helft van Bruschino Juniors schuld en verzoekt dan de waard om de schuldenaar op te sluiten totdat zijn schuld is afbetaald.
Florville besluit om zich uit te geven voor Bruschino Junior en Marianna (de kamenier) in zijn complot te betrekken.
Gaudenzio vraagt zich even later af waarom de verloofde van zijn pupil Sofia zijn opwachting nog niet heeft gemaakt. Dan brengt Marianna een brief van Bruschino Senior (eigenlijk van Florville) binnen, waarin hij zegt dat zijn zoon een losbol is die schulden heeft gemaakt. Hij verzoekt Gaudenzio om Junior te arresteren en sluit een portret in van zijn zoon ter identificatie, dat in feite een portret is van Florville; deze wordt even later binnengelaten door Gaudenzio's knecht. Florville zegt berouwvol te zijn en haalt de onderschepte brief van de echte Bruschino Junior tevoorschijn. Gaudenzio, geroerd door de deemoed van de brief, kiest Florvilles partij.
Dan komt een woedende Bruschino aan bij Gaudenzio, welke over de uitspattingen van zijn zoon heeft gehoord. Gaudenzio probeert vader en zoon weer te verzoenen en zegt hem, dat zijn zoon in zijn huis vertoeft, waarop Florville tevoorschijn komt. Natuurlijk zegt de oude Bruschino direct dat dit niet zijn zoon is. Gaudenzio is ervan overtuigd dat dit pure koppigheid en recalcitrantie is, temeer daar Florville de oude man als 'vader' aanspreekt. Bruschino Senior komt tot de conclusie dat zowel zijn gastheer als de vreemde jongeman gevaarlijke krankzinnigen zijn. Hij speelt het spelletje mee, totdat hij de kans krijgt om de politie te alarmeren. Hierdoor maakt de oude man een bijzonder ongunstige indruk op Gaudenzio en deelt Sofia mede, dat zij maar moet proberen haar voogd ertoe te bewegen om toestemming te geven voor het huwelijk. Sofia doet dit in de aria: Ah voi condur volete.
De politiecommissaris, die is gehaald door Bruschino Senior, zal pogen de zaak op te lossen. Hij doet dat, door Florvilles handschrift met dat van de brief te vergelijken. Natuurlijk is het handschrift hetzelfde en de commissaris zegt dat Florvilles Bruschino Seniors zoon is. Hierop raakt de oude Bruschino buiten zichzelf. Dan komt de waard ten tonele en getuigt wie hem dat geld schuldig is en wijst Florville aan. Iedereen is er nu van overtuigd dat Bruschino Senior gek is. Dan maakt Florville een fout en hij laat Bruschino Senior alleen met de waard zonder dat hij deze betaald heeft. De waard spreekt de oude Bruschino aan voor het geld en deze zegt dat hij 't maar aan zijn 'zoon' moet vragen, die net de deur uitgaat. Dan verneemt hij van de waard dat zijn zoon gevangen zit in de herberg.
Bij de oude Broschino begint een lichtje te branden en hij hoort Florville een monoloog in zichzelf houden ( -dit is om de plot te helpen en komt eigenlijk alleen voor in een opera-buffa - ), waardoor hij te weten komt dat Florville de zoon van Gaudenzio's oude vijand is. Dat verandert de zaak! De oude Bruschino ziet het als een goede wraakneming om 'zijn zoon' dan met Sofia te laten trouwen. Bruschino erkent zijn 'zoon' en geeft hem en Sofia zijn zege voor het huwelijk dat vervolgens door Gaudenzio wordt gesloten. Nauwelijks is dit gebeurd, of Filiberto (de waard) komt met Bruschino Junior aanlopen, die als zodanig door zijn vader wordt geïdentificeerd. Florville maakt zich nu bekend aan Gaudenzio, die zich uiteindelijk bij de zaak neerlegt.

## Bezetting orkest
- 1 dwarsfluit
- 2 hobo's
- 1 althobo
- 2 klarinetten
- 1 fagot
- 2 hoorns
- strijkinstrumenten

La cambiale di matrimonio (1810) · L'equivoco stravagante (1811) · L'inganno felice (1812) · Ciro in Babilonia (1812) · La scala di seta (1812) · Demetrio e Polibio (1812) · La pietra del paragone (1812) · L'occasione fa il ladro (1812) · Il signor Bruschino (1813) · Tancredi (1813) · L'italiana in Algeri (1813) · Aureliano in Palmira (1813) · Il turco in Italia (1814) · Sigismondo (1814) · Elisabetta, regina d'Inghilterra (1815) · Torvaldo e Dorliska (1815) · Il barbiere di Siviglia (1816) · La gazzetta (1816) · Otello (1816) · La Cenerentola (1817) · La gazza ladra (1817) · Armida (1817) · Adelaide di Borgogna (1817) · Mosè in Egitto (1818) · Ricciardo e Zoraide (1818) · Adina (1818) · Ermione (1819) · Eduardo e Cristina (1819) · La donna del lago (1819) · Bianca e Falliero (1819) · Maometto II (1820) · Matilde di Shabran (1821) · Zelmira (1822) · Semiramide (1823) · Ugo, re d'Italia (1824) · Il viaggio a Reims (1825) · Le siège de Corinthe (1826) · Ivanhoé (1826) · Moïse et Pharaon (1827) · Le comte Ory (1828) · Guillaume Tell (1829)